# AT&T T-4S
DirecTV-4S (ehemals DirecTV-4S) war ein Fernsehsatellit, welcher HDTV-Fernsehen für DirecTV-Nutzer in Nordamerika bot.

## Geschichte
Im Dezember 1999 beauftragte DirecTV den Raumfahrtkonzern Boeing Satellite Systems mit dem Bau eines neuen Kommunikationssatelliten. DirecTV-4S war der fünfte Satellit, welchen Boeing für DirecTV fertigte. Der Start erfolgte am 27. November 2001 auf einer Ariane-4-Trägerrakete vom Raumfahrtzentrum Guayana in einen geostationären Transferorbit. Der Satellit wurde am 27. Dezember 2001 auf seiner geostationären Position bei 10° West in Betrieb genommen.
Im Oktober 2019, nach fast 18 Jahren Betrieb, wurde DirecTV-4S in einen Friedhofsorbit manövriert und abgeschaltet.

## Technische Daten
Boeing baute den Satelliten auf Basis ihres Satellitenbusses der 601-Serie. Er war mit insgesamt 48 Transpondern ausgerüstet, mit welchen er im Ku-Band übertrug. Des Weiteren war er dreiachsenstabilisiert und wog im All etwa 2,8 Tonnen. Außerdem wurde er von zwei großen Solarmodulen und Batterien mit Strom versorgt. Er besaß ursprünglich eine geplante Lebensdauer von 15 Jahren, welche er jedoch übertraf.